# Emumäe
Emumäe est un village de la Commune de Rakke du Comté de Viru-Ouest en Estonie.
Il est situé dans la Chaîne de Pandivere et abrite son point culminant, l'Emumägi, autour duquel s'étend un parc naturel de 536 hectares.